# 꾀병
꾀병(문화어: 건병)은 거짓으로 질병을 앓는 체하는 것이다. 아무런 목적 없이 질병이나 장애를 일부러 만들어 내거나 있다고 가장하는 인위장애(factitious disorder)와 달리, 정신적인 이유에서 발생하는 것이 아니라 자신의 목적을 이루기 위한 것이다.
꾀병이란 직무나 업무에서 벗어나고, 체포를 피하고, 약물 치료를 받고, 징역형을 완화하는 등 원하는 결과를 얻기 위해 고안된 신체적 또는 심리적 증상을 날조하거나, 가장하거나, 과장하는 것이다. 꾀병은 의학적 진단은 아니지만 "임상적 관심의 초점" 또는 "의료 서비스와의 접촉 이유"로 기록될 수 있다. 이는 ICD-10과 DSM-5로 코딩된다. 악의적인 의도는 다양하다. 예를 들어, 노숙자는 병원에 입원하기 위해 정신 질환을 가장할 수 있다. 꾀죄죄를 탐지하지 못하면 보험 산업, 의료 시스템, 공공 안전 및 재향군인의 장애 혜택에 영향을 미쳐 광범위한 영향을 미친다. 잘못된 행동은 일반적으로 외부 목표가 달성되자마자 종료된다.
꾀병은 증상이 의도적으로 위조되지 않는 신체화 장애와 같은 유사한 형태의 과도한 질병 행동과 별개로 확립된다. 또 다른 장애는 이차적인 외부 이득에 대한 욕구가 부족한 인위성 장애이다. 이 두 가지 모두 DSM-5에서 진단 가능한 것으로 인식된다. 그러나 모든 의료 전문가가 이러한 구분에 동의하는 것은 아니다.

## 역사

### 고대
구약성경 사무엘상에 따르면, 다윗 왕은 블레셋 왕 아기스를 미친 사람으로 가장했다. 일부 학자들은 이것이 가짜가 아니라 실제 간질이라고 믿고 있으며, 칠십인역의 문구는 그러한 입장을 뒷받침한다.
오디세우스는 트로이 전쟁에 참여하지 않기 위해 미친 척을 했다고 한다.
꾀병은 로마 시대에 의사 갈렌에 의해 기록되었는데, 그는 두 가지 사례를 보고했다. 한 환자는 공개 회의를 피하기 위해 산통을 가장했고, 다른 환자는 장거리 여행에 주인과 동행하지 않기 위해 부상당한 무릎을 가장했다.

### 르네상스
1595년 지암바티스타 실바티코(Giambattista Silvatico)는 밀라노에서 가짜 질병에 관한 논문을 출판했다.
자크 칼로(Jacques Callot, 1592-1635)의 에칭과 판화에는 다양한 단계의 꾀병(les gueux contrefaits)이 표현되어 있다.
조지 퍼튼햄(George Puttenham)은 엘리자베스 시대의 사회 등반 매뉴얼에서 예의를 갖추려는 사람에게 "병을 품고 더 큰 결과를 가져올 수 있는 다른 일들을 떨쳐버릴 것"을 권장한다.

### 근대시대
플로라 헤이스팅스 여사(Lady Flora Hastings)는 복통에 대한 법원의 소문에 따라 간통죄로 기소되었다. 그녀는 겸손하다는 이유로 남성의 신체 검사를 거부했기 때문에 의사는 그녀가 임신했다고 생각했다. 그녀는 나중에 간암으로 사망했다.
꾀병이라는 개념은 옛날부터 존재해 왔지만, 1900년대 병역을 기피하기 위해 질병이나 장애를 가장한 사람들 때문에 꾀병이라는 용어가 도입되었다. 1943년, 미 육군 장군 조지 S. 패튼(George S. Patton)은 야전 병원에서 상처 하나 없는 군인을 발견했다. 군인은 전투 피로로 고통 받고 있다고 주장했다. 환자가 꾀병을 부리고 있다고 생각한 패튼은 분노하여 그를 신체적으로 폭행했다. 그 환자는 말라리아 기생충이 있었다.
아그네스 토레스(Agnes Torres)는 1967년 해롤드 가핑클(Harold Garfinkel)이 출판한 사회학 내 트랜스젠더 정체성에 대한 심층 토론의 첫 번째 주제였다. 1950년대에 토레스는 증상을 가장하고 병력의 거의 모든 측면에 대해 거짓말을 했다. 가핑클은 성전환 수술을 받을 수 없다는 두려움 때문에 성별위화감을 나타낼 수 있는 모든 측면을 피하고 호르몬 치료를 받았다는 사실을 숨겼다고 결론지었다. 그녀의 여성스러운 외모를 관찰한 의사들은 그녀가 고환 여성화 증후군을 앓고 있다고 결론을 내렸고, 이는 그녀의 수술 요청을 정당화했다.

## 종류
악의적인 행동을 여러 범주로 분류하면 로버트 레스닉(Robert Resnick)이 만든 것처럼 가능한 속임수를 더 쉽게 평가할 수 있다.
- 순수한 꾀병: 존재하지 않는 장애나 질병을 가장하는 것. 가장 쉽게 감지할 수 있다. 이는 이 유형의 꾀병자는 전체 이야기를 처음부터 작성해야 하기 때문에 자신의 장애를 설명할 때 신뢰할 수 없는 추가 증상을 제공하는 경향이 있기 때문이다. 따라서 실제 시나리오를 완전히 정확하게 모방하는 것은 어렵다.
- 부분적 꾀병: 기존 장애나 질병의 증상을 의도적으로 과장한다. 이는 특히 감지하기 어려울 수 있다. 왜냐하면 이에 참여하는 사람들은 주장을 완전히 위조하는 것이 아니라 자신의 진정한 트라우마 경험을 바탕으로 구축하기 때문이다.
- 거짓 전가: 환자가 자신의 질병과 관련이 없다고 알고 있는 원인을 기존 증상의 원인으로 돌리는 것이다. 이러한 유형의 꾀병을 식별하는 것은 부분적인 꾀병보다 덜 어렵다. 왜냐하면 환자는 증상을 실제 경험에서 예상되는 장애 원인으로 부정확하게 바꿀 수 있기 때문이다. 이는 부정확한 스토리텔링을 수반하며 고의적인 속임수를 의미한다.

## 같이 보기
- 인위장애
- 건강염려증
- 신체화 장애
- 뮌하우젠 증후군
- 반증 가능성